# دي شياو
دي شياو هي عازفة بيانو صينية، ولدت في 25 فبراير 1980 في الصين.

## وصلات خارجية
- دي شياو على موقع ميوزك برينز (الإنجليزية)